# 3529 Dowling
3529 Dowling је астероид главног астероидног појаса са средњом удаљеношћу од Сунца која износи 2,382 астрономских јединица (АЈ).
Апсолутна магнитуда астероида је 14,0.